# Уэска (футбольный клуб)
«Уэ́ска» (исп. SD Huesca) — испанский профессиональный футбольный клуб из одноимённого города, расположенного в одноимённой провинции в автономном сообществе Арагон. Основан в 1960 году. Домашние матчи команда проводит на стадионе «Эль Алькорас», который вмещает около 8000 зрителей.
За свою историю клуб участвовал в различных дивизионах испанского футбола, однако наиболее значимый этап наступил после сезона 2017/18, когда «Уэска» заняла второе место в Сегунде (втором по значимости дивизион Испании) и впервые в истории клуба вышла в Ла Лигу.

## История
Город Уэска — один из пионеров футбола в Арагоне. В начале XX века (1903 г.) в городе уже существовало спортивное общество «Fútbol Oscense».
«Huesca Fútbol Club» был основан в 1910 году Хорхе Кахалем, ставшим первым президентом клуба. 10 апреля 1910 года в городе Уэска был сыгран первый официальный матч между командами «Клуба Серториуса», сформированного учениками средней школы, и командой «El Ideal de Magisterio Oscense». Матч был организован спортивным клубом Уэски.
В 1913 году спортивный клуб Уэски стал футбольным клубом Уэски. В это время появились и другие команды, среди которых «Атлетико Оска» и «Стадион», которые позже объединились с «Уэской». На стадионе были синие и красные цвета «Барселоны», и команда использовала эти цвета для своих футболок.
16 лет спустя он распался — после того, как в 1922 году он присоединился к Королевской федерации футбола Испании (её подразделение в автономном сообществе Арагон в Испании — Арагонская федерация футбола, основанная в 1922 году). Но в 1929 году снова появился как «CD Huesca». В 1943 году переименованный в «Unión Deportiva» клуб снова исчез в 1956 году из-за финансовых проблем. Первым президентом после официальной регистрации футбольного клуба Уэски был Сантос Солана.
Одной из первых игр, о которых было написано упоминание, было местное дерби против «ФК Боско», завершившееся поражением со счётом 3-5. В середине 1920-х клуб стал профессиональным, и в 1926 году на вилле «Изабель» был сыгран матч против «Барселоны» со счётом 2-2. После серьёзных инцидентов, произошедших 23 октября 1927 года в матче против «Реала» Сарагоса в региональном чемпионате, с вторжением на поле болельщиков из-за плохого арбитража и последовавших за этим санкций со стороны региональной федерации на три месяца, клуб был снят с чемпионата. В начале 1930-х годов появился спортивный клуб Уэски «Club Deportivo Huesca», который выиграл региональный чемпионат болельщиков (Campeonato Regional de Aficionados) в сезоне 1930-31 годов, достигнув финала национального чемпионата, где проиграл команде «Чиосвин» на стадионе «Чамартин» в Мадриде. Во время гражданской войны в Уэске по-прежнему играли в футбол, и в 1939 году клуб «Huesca Fútbol» тут же вновь появился. С сезона 1943-44 и после переименования в «Unión Deportiva Huesca» клуб семь сезонов подряд играл в Терсере. В 1950 году «Уэска» впервые достигла Сегунды. В сезоне 1960-61 «Уэска» играла в региональной категории и перешла в Терсера Дивизион, где оставалась в течение 12 сезонов подряд.
В сезоне 1972-73 клуб опустился в Primera Regional, соревнование регионального уровня. Но в следующем году он вернулся в Терсеру. Клуб занял 1-е место в сезоне 1989/90 и получил право играть в Segunda División B.
В сезоне 2005-06 гг. «Уэска» была переведена в Терсера Дивизион. В 2006 году он едва избежал вылета в Терсера Дивизион после плей-офф с «Кастильо» .
В сезоне 2006-07 клуб вышел в плей-офф для перехода на второй уровень, проиграв в двухматчевом финале «Кордове» . В следующем сезоне он вернулся в «серебряную категорию». Произошло это 15 сентября 2008 года после победы над «Эсихой» в плей-офф промоушена.
Сезон 2008-09 во главе с тренером Антонио Кальдероном Уэска закончила сезон на 11-м месте. Рубен Кастро, арендованный у «Депортиво Ла-Корунья», был одним из самых важных игроков, забив 14 раз, заняв девятое место в лиге. Во втором сезоне в Segunda División команда изо всех сил пыталась там оставаться. «Уэска» финишировала на 13-м месте, всего в 2 очках от вылета. Лучшим бомбардиром команды в этом сезоне был Хуанхо Камачо, который забил 8 голов в соревновании.
В сезоне 2010-11 гг. «Уэска» сохранила своё место в Segunda División, заняв 14-е место. Результат был достигнут за счёт хорошей игры в защите. Вратарь Андрес Фернандес был награждён «Кубком Саморы» за самое низкое соотношение «голов к количеству игр» в дивизионе.
Понижение последовало в конце сезона 2012-13 , но клуб вернулся в Segunda División в 2015 году после финиша за первое место и, в конечном итоге, победы в двух матчах плей-офф над «Ураканом Валенсия».
После сезона 2016-17 «Уэска» впервые в истории квалифицировалась в плей-офф в Ла Лигу, но выбыла из полуфинала, проиграв «Хетафе». «Азулгранас» сумели сыграть дома 2:2, но затем проиграли 0:3 на выезде. В сезоне 2017-18 «Уэска» впервые в своей истории вышла в Ла Лигу после победы со счётом 2-0 над «Луго» 21 мая 2018 года на стадионе «Анксо Карро». 4 мая 2019 года «Уэска» опустилась обратно в Segunda División после всего лишь одного сезона в Ла Лиге .
«Уэска» вернулась в Ла Лигу 17 июля 2020 года после победы со счётом 3:0 над «Нумансией» и обеспечила чемпионский титул в последний игровой день.

## История выступлений
До 2018 года клуб никогда не поднимался в Примеру, и лучшим результатом команды было 6-е место в Сегунде в сезоне 2016/17, но под руководством Руби в розыгрыше 2017/18 «Уэска» напрямую пробилась в высший испанский дивизион.
29 мая 2018 года клуб официально объявил о назначении бывшего голкипера команды Лео Франко на пост главного тренера. 9 октября того же года Лео Франко покинул занимаемую должность, так как после восьми туров команда шла на последнем месте в турнирной таблице примеры, одержав всего одну победу. Эта отставка стала первой в том сезоне в примере
Заняв первое место в сезоне 2019/20, клуб вновь получил право играть в высшем дивизионе чемпионата Испании.
1 июля 2021 года главным тренером Уэски был назначен мексиканский специалист Игнасио Амбрис, в прошлом сезоне приведший мексиканский «Леон» к восьмому титулу чемпионов страны (в единственном за год чемпионате, поскольку из-за пандемии COVID-19 Клаусура-2020 была досрочно завершена без определения чемпиона). Вскоре, 25 октября того же года, после 12 проведённых матчей он был отправлен в отставку (статистика — 1,25 очков за матч)
27 октября 2021 пост главного тренера занял относительно молодой испанский специалист Хиско Муньос, впервые возглавивший испанский клуб (до арагонской команды он тренировал тбилисский «Динамо», с которым победил в чемпионате Грузии, а также английский «Уотфорд», который с первого захода вывел из Чемпионшипа в АПЛ, параллельно установив рекорд среди тренеров второго дивизиона Англии по проценту побед в матчах соревнования).
| Сезон   | Дивизион | Место | Кубок       |
| ------- | -------- | ----- | ----------- |
| 1960/61 | Регионал | 1-е   |             |
| 1961/62 | 3ª       | 11-е  |             |
| 1962/63 | 3ª       | 2-е   |             |
| 1963/64 | 3ª       | 4-е   |             |
| 1964/65 | 3ª       | 2-е   |             |
| 1965/66 | 3ª       | 3-е   |             |
| 1966/67 | 3ª       | 1-е   |             |
| 1967/68 | 3ª       | 1-е   |             |
| 1968/69 | 3ª       | 9-е   |             |
| 1969/70 | 3ª       | 5-е   |             |
| 1970/71 | 3ª       | 13-е  |             |
| 1971/72 | 3ª       | 12-е  |             |
| 1972/73 | 3ª       | 13-е  |             |
| 1973/74 | Регионал | 1-е   |             |
| 1974/75 | 3ª       | 16-е  |             |
| 1975/76 | 3ª       | 2-е   |             |
| 1976/77 | 3ª       | 8-е   |             |
| 1977/78 | 2ªB      | 12-е  |             |
| 1978/79 | 2ªB      | 13-е  |             |
| 1979/80 | 2ªB      | 14-е  |             |
| 1980/81 | 2ªB      | 17-е  |             |
| 1981/82 | 2ªB      | 16-е  |             |
| 1982/83 | 2ªB      | 12-е  |             |
| 1983/84 | 2ªB      | 19-е  |             |
| 1984/85 | 3ª       | 1-е   |             |
| 1985/86 | 3ª       | 2-е   |             |
| 1986/87 | 3ª       | 7-е   |             |
| 1987/88 | 3ª       | 7-е   |             |
| 1988/89 | 3ª       | 4-е   |             |
| 1989/90 | 3ª       | 1-е   |             |
| 1990/91 | 2ªB      | 13-е  |             |
| 1991/92 | 2ªB      | 18-е  |             |
| 1992/93 | 3ª       | 1-е   |             |
| 1993/94 | 3ª       | 1-е   |             |
| 1994/95 | 3ª       | 2-е   |             |
| 1995/96 | 2ªB      | 15-е  |             |
| 1996/97 | 2ªB      | 16-е  |             |
| 1997/98 | 3ª       | 17-е  |             |
| 1998/99 | 3ª       | 5-е   |             |
| 1999/00 | 3ª       | 2-е   |             |
| 2000/01 | 3ª       | 4-е   |             |
| 2001/02 | 2ªB      | 19-е  |             |
| 2002/03 | 3ª       | 2-е   |             |
| 2003/04 | 3ª       | 4-е   |             |
| 2004/05 | 2ªB      | 10-е  |             |
| 2005/06 | 2ªB      | 16-е  |             |
| 2006/07 | 2ªB      | 2-е   |             |
| 2007/08 | 2ªB      | 2-е   |             |
| 2008/09 | 2ª       | 11-е  |             |
| 2009/10 | 2ª       | 13-е  | 3-й раунд   |
| 2010/11 | 2ª       | 14-е  | 3-й раунд   |
| 2011/12 | 2ª       | 13-е  | 3-й раунд   |
| 2012/13 | 2ª       | 19-е  | 3-й раунд   |
| 2013/14 | 2ªB      | 7-е   | 2-й раунд   |
| 2014/15 | 2ªB      | 1-е   | 1/16 финала |
| 2015/16 | 2ª       | 12-е  | 1/16 финала |
| 2016/17 | 2ª       | 6-e   | 1/16 финала |
| 2017/18 | 2ª       | 2-е   | 2-й раунд   |
| 2018/19 | 1ª       | 19-е  | 2-й раунд   |
| 2019/20 | 2ª       | 1-е   | 3-й раунд   |
| 2020/21 | 1ª       | 18-е  | 3-й раунд   |

- 2 сезона в Примере.
- 8 сезонов в Сегунде.
- 16 сезонов в Сегунде B.
- 30 сезонов в четвёртом дивизионе.